# Eternos
Eternos ou "Os Eternos" (do inglês: Eternals) são uma raça de seres divinos fictícios das histórias em quadrinhos, composta por super-heróis humanos publicados pela famosa editora Marvel Comics, nos Estados Unidos. Eles são descritos como um desdobramento do processo evolutivo que criou a vida na Terra. Os instigadores originais desse processo são os Celestiais — alienígenas que pretendiam que os Eternos fossem os defensores da Terra. Eles estão envolvidos em uma guerra milenar contra os seus equivalentes destrutivos, os Deviantes e seus próprios criadores (os Celestiais). Cada Eterno assistiu civilizações florescerem e morrerem a partir do seu domínio em Olympia. Eles são seres imortais e dotados de poderes únicos e grandiosos. Os Eternos foram criados por Jack Kirby e fizeram a sua primeira aparição em The Eternals #1 (julho de 1976). A equipe estreou no Universo Cinematográfico Marvel com o seu próprio longa-metragem, Eternals, em 5 de novembro de 2021.

## Gerações
Estas são as gerações de Eternos:
- Primeira Geração (Aqueles nascidos antes da queda de Titanos): Arlok, Astron, Daina, Kronos/Chronos/Chronus, Master Elo, Oceanus, Shastra, Thyrio e Uranos.
- Segunda Geração (aqueles vivos no momento da experiência de Chronus): Mentor (A'lars), Amaa, Cybele, Forgotten One/Gilgamesh, Helios, Perse, Rakar, Tulayn, Valkin, Virako e Zuras.
- Terceira Geração (aqueles nascidos após a experiência de Chronos, mas antes da segunda hóstia): Aginar, Ajak, Arex, Atlo, Domo, Ikaris, Interloper, Mara, Phastos, Sigmar, Thanos, Thena, Veron e Zarin.
- Quarta Geração (aqueles nascidos após a vinda do Segundo Anfitrião, 20.000 anos atrás): Argos, Ceyote, Chi Demon, os Irmãos Delphan, Druig, Khoryphos, Makkari, Psykos, Sersi, Kingo Sunen e El Vampiro.
- Quinta Geração (aqueles nascidos após a vinda da Terceira Hóstia, 3.000 anos atrás): Aurelle, Sprite/Duende e Titanis.

## Eternos por planeta
Os primeiros quadrinhos dos Eternos revelaram que existem vários ramos da família Eternos espalhados por todo o sistema solar. Aqui estão alguns dos membros de cada planeta:

### Eternos da Terra
- Ikaris

Um Eterno Polar, filho de Virako e Tulayn, pai de Ícaro. O nome de nascimento de Ikaris era Dédalo; ele adotou o nome "Ikaris" depois que seu filho, o Ikaris da lenda, foi morto. Ele se tornou o Eterno Principal depois de desafiar Thena. Sob o pseudônimo de "Sovereign", ele apresentou os Eternos ao mundo como um time de super-heróis chamado "New Breed".
- Ajak

Eterno Polar nascido de Rakar e Amaa, irmão de Arex. Os irmãos eram conhecidos na Grécia como Ajax, o Maior, e Ajax, o Menor. Ele se desintegrou depois que descobriu que havia matado muitos pares de gêmeos humanos em Eternals: The Herod Factor enquanto procurava Donald & Deborah Ritter.
- Sersi

Manipula moléculas e átomos. Filha de Helios e Perse. Sersi é o único Eterno que é adepto do quinto nível na manipulação da matéria. Ela se tornou famosa na mitologia grega por meio de seu encontro com Odisseu. Sersi prefere viver entre humanos e gosta de dar festas. Ela se tornou uma vingadora depois que o Capitão América pediu que ela o transmutasse para que ele pudesse se disfarçar quando adolescente. Ela já teve relacionamentos com Makkari, Dane(o Cavaleiro Negro) e Ikaris.
- Makkari

Sobre-humanamente rápido, filho de Verona e Mara. Rápido e impaciente, muitos Eternos não o levam a sério. Na década de 1940, Makkari foram os super-heróis "Hurricane" e "Mercury". Mais tarde, ele fundou os Monster Hunters para lutar contra Kro e ingressou na Primeira Linha como "Mercúrio Principal". Na série dos Eternos de 2006, ele se torna o emissário do Celestial Sonhador.
- Thena

Filha de Zuras e Cybele. Ela foi originalmente chamada Azura, mas Zuras mudou para selar o vínculo com os deuses do Olimpo. Muitas vezes confundida com Athena, Atenas foi construída para ela. Ela teve filhos gêmeos em um caso com Kro e os escondeu, mas voltou a se envolver com seus filhos depois que o Dr. Daniel Damian tentou matá-los. Ela procurou refúgio com Heroes for Hire e o Alto Evolucionário. Ela também tem um filho totalmente humano chamado Joey Eliot.
- Sprite

Tem a aparência de um menino. Adepto em manipular a matéria, com um foco particular na autotransformação. Sprite ficou para trás quando Zuras pediu à Uni-Mind para examinar a Nave Mãe dos Celestiais. Ele é uma estrela de TV na série dos Eternos de 2006. Ele é morto por Zuras na edição final.
- Zuras

Desenvolveu sua capacidade de projetar energia cósmica de várias formas (calor, eletricidade, etc.) além de qualquer outro eterno. Ele é filho de Cronos, irmão de A'Lars, pai de Thena e marido de Cybele. Zuras foi o primeiro Eterno a formar a Uni-Mind e foi escolhido para liderar após a morte de Cronos. Ele era muitas vezes confundido com Zeus, então fez um pacto com os deuses gregos. Ele foi morto fisicamente quando os Celestiais derrotaram a Uni-Mind, mas continuou a existir em forma de espírito. Zuras finalmente (e "completamente") morreu enquanto libertava Thena de uma mina cerebral. No entanto, seu espírito ainda parece existir, como aparece ocasionalmente em Olympia. Na série de 2006, ele ressuscitou.
- Aginar

Um Eterno Polar que se disfarçou de Valkin como disfarce do General Vulcanin das Forças Armadas Soviéticas. Ele não se importa muito com seus "primos" olímpicos eternos. Ele foi escolhido para formar a Uni-Mind, que deixou a Terra em busca de um significado maior para sua raça.
- Irmãos Delphan

Equipe de boxeadores de Olympia que gostam de brigar. Eles têm pouco amor pelos Eternos Polares e uma vez começaram uma briga com eles antes do Ritual da Uni-Mind. Quando Sersi se recusou a responder a Olympia, Domo enviou os irmãos Delphan a Nova York para forçar seu retorno. Ela os transformou temporariamente em tatus por isso.
- Druig

Filho de Valkin, primo de Ikaris, às vezes conhecido como "Druig of Nightmares". Nos tempos modernos, Druig atuou como agente da KGB na Rússia, aproveitando a chance de infligir dor. Atualmente, ele é o governante de Vorozheika, um ex-país soviético fictício.
- Mestre Elo

Ele Habita no Himalaia. Mestre Elo foi o Eterno que mostrou a Makkari como canalizar seus poderes em velocidade aumentada.
- Kingo

Também conhecido com Kingo Suen é um samurai, mestre espadachim, estrela de cinema e produtor.
- Valkin

Polar Eterno, pai de Druig, irmão de Virako, tio de Ikaris. Valkin é conhecido por alguns como o "Pai de Todos" e serviu como líder dos Eternos Polares. Quando Virako foi morto, Valkin adotou Ikaris como seu filho. No século XX Valkin assumiu o apelido de "Coronel Vulcanin" nas forças armadas soviéticas. Após a morte de Zuras, muitos Eternos se voltaram para Valkin como seu líder, mesmo que Thena fosse a próxima na fila. Esse problema de liderança foi resolvido quando Valkin escolheu liderar a maioria dos Eternos da Terra no espaço como uma Uni-Mind.
- Zarin

Eterno Polar, que serviu como assessor de Valkin em seu disfarce "Coronel Vulcanin". Zarin também atuou como piloto de Valkin. Ele estava entre os eternos que deixaram espaço na Uni-Mind.
- Uni-Mind

Uma entidade gestalt nascida da energia coletiva dos participantes do Ritual da Uni-Mind. Eternos, humanos, desviantes e irmãos fizeram parte das uni-mentes. Zuras foi o primeiro Eterno a formar um Uni-Mind e o usou para determinar quem deveria se tornar 'Primeiro Eterno'. Desde então, o Primeiro Eterno sozinho tem o poder de iniciar uma Uni-Mente. Após a morte de Zuras, um Uni-Mind foi formado e deixou a Terra. Continha a maior parte da população dos Eternos e, aparentemente, ainda existe embora Ajak, e possivelmente outros, a tenham deixado.
- O Esquecido

Desenvolveu sua força e durabilidade sobre-humanas em um grau muito maior do que a norma para os Eternos. Mais tarde, ele se juntou à equipe de super-heróis dos Vingadores. Seu nome verdadeiro não é conhecido. Ao longo dos séculos, ele foi confundido com Sansão, Beowulf, Gilgamesh, Hércules e Atlas. Ele também aprendeu a amarrar com Buffalo Bill Cody, lutou ao lado de Aquiles na Guerra de Troia, lutou com o rei Davi em Judá e ajudou Enéias. Em suas viagens após a Guerra de Troia. Ele também foi responsável pela limpeza dos estábulos augianos, em vez de Hércules. Ele fez amizade com o intruso, mas por outro lado, viveu principalmente na solidão dos eternos. Ele foi capturado por um ser que afirma ser Kang e forçado a treinar seus anacronautas, depois envelheceu rapidamente depois que escapou. "Kang" / Immortus então enviou um Anachronaut chamado Neut para matá-lo na Mansão dos Vingadores. Na série de 2009, ele está vivendo como um homem forte do circo que é manipulado por Druig para atacar outros Eternos.
- Sigmar

Eterno Polar com aparência de idoso. Ele tinha pelo menos dois laboratórios na Terra, um em Polaria e outro bem abaixo da cidade de Nova York.
Ele criou o Remontador Molecular, a Nuvem de Dimensões e a Besta Nervosa. Sigmar foi um dos eternos que deixou a Terra na forma de um Uni-Mind, com Phastos vigiando seus laboratórios em seu lugar.
- Khoryphos

Eterno que foi confundido com Orfeu e Hórus. Ele é um músico cuja composição atual foi iniciada durante o reinado do imperador Tibério. Ele conheceu uma mulher desviante, Yrdisis, por quem se apaixonou. Ele é capaz de usar seu bandolim para controlar sutilmente os pensamentos de outras pessoas.
- Cybele

Mãe de Thena e esposa de Zuras. Cybele geralmente vive em uma floresta isolada no Colorado e geralmente não participa dos assuntos de seu povo, mesmo que ela fosse tecnicamente sua rainha enquanto Zuras estava vivo. Ela foi confundida com Gaia, Dyndymae, Rhea e Agdistis. Ela ajudou os Eternos em uma batalha contra Ghaur quando ele ganhou o poder do Celestial Sonhador.
- Phastos

Eterno que muitas vezes era confundido com o deus grego Hefesto. Ele construiu a maioria dos dispositivos dos Eternos, incluindo a espada de Kingo Sunen e o equipamento de vôo usado por Icarus. Normalmente, ele vive e trabalha no vale do Ruhr, na Alemanha. Recentemente, ele ajudou a reviver Virako e atua como membro da "Nova Raça" como "Ceasefire". O martelo que Phastos carrega tem o poder de manipular máquinas de maneiras que os poderes de controle de matéria dos Eternos não podem.
- El Vampiro

Eterno que se disfarça de vampiro em seu papel de luchador em Los Angeles. Ele tem uma esposa humana chamada Maria. Ele foi impedido de responder à chamada para o Uni-Mind durante o Quarto Anfitrião, quando o Deviant El Toro Rojo o agrediu e o machucou gravemente.
- Intruso

Polar Eterno que normalmente vive em reclusão em uma cabana na Sibéria. O único companheiro eterno que o intruso realmente fez amizade é o Esquecido, que também viveu uma vida que consiste principalmente em solidão. Interloper morreu em batalha contra o Dragão da Lua, transferindo sua energia vital - formando o "Círculo do Dragão" com alguns dos Defensores que estavam lutando com ele (Valquíria, Andrômeda e o ex-inimigo da equipe, homicídio culposo) - em uma explosão de poder que destruiu o dragão da lua. Mais tarde, ele ressuscitou possuindo o corpo do aluno Will Fanshaw e o transformou em uma réplica de sua própria forma.
- Virako

Pai de Ikaris, irmão de Valkin, marido de Tulayn. Virako é um Eterno Polar que participou do trabalho missionário de seu povo para culturas inferiores. Ele foi confundido pelos astecas como Quetzalcoatl.
- Arlok

O engenheiro chefe Eterno dissecado pelos Kree. O conhecimento que os Kree aprenderam ao dissecar Arlok foi fundamental na criação dos Inumanos.
- Pixie

Membro da Primeira Linha. Ela usa seus poderes para transformar as pessoas em pedra, enquanto a disfarça como efeito de sua "poeira de duende".
- Titanis

Ela é uma gladiadora.
Kronos (anteriormente Chronos) Primeira geração eterna que liderou a rebelião contra seu irmão Uranos. Ele quebrou sua espada para marcar a nova era de paz para os eternos. Com sua esposa Daina, ele teve dois filhos, Zuras e A'Lars. Enquanto experimentava em seu laboratório um dia, ele foi atomizado por uma explosão de energia cósmica. Ele continua a existir como um ser cósmico, uma das encarnações do tempo.
- Destruidor

Um Eterno que é um telepata e pode disparar explosões de energia de seus braços.
- Gilgamesh

Durante seus milênios de atividade, o aventureiro e guerreiro Forgotten One usou os nomes ou foi confundido com vários heróis de mitos e lendas, incluindo Gilgamesh e Hércules . Ele se tornou um pária de seus companheiros eternos quando seu governante, Zuras , decretou que ele tinha sido um intrometido demais no mundo mortal e o confinou a um setor do Olimpo . Eventualmente, o Eterno conhecido como Sprite o convenceu a sair do exílio e viajar para a nave-mãe da Quarta Horda dos Celestiais para ajudar os Eternos na batalha contra os Desviantes. [2]
Após essa batalha, ele foi renomeado Herói pelo Um Acima de Tudo, o chefe dos alienígenas Celestiais, que criara os Eternos e Desviantes. Depois de perder uma batalha com Thor, Hero e os outros Eternos ajudaram Thor a lutar contra o exército dos Celestiais para impedir que destruíssem a humanidade. Hero também lutou contra Hércules. [3]
Herói mais tarde ficou conhecido como o Esquecido. Ele ajudou os outros eternos na batalha contra Ghaur. [4]
Mais tarde, quando os membros dos Vingadores foram praticamente esvaziados, o Esquecido se juntou a eles por um tempo. Ele se renomeou Gilgamesh, vestindo uma roupa que lembrava a pele do Touro do Céu e foi trabalhar como caçador de monstros. Ele ajudou os Vingadores em batalhas contra o Man Crescer, Nanny, a Orphan-Maker e Nastirth de demônios. [5] Ele participou da batalha dos Vingadores contra a Supernova [6] e os ajudou a combater os U-inimigos. [7] Ele ajudou os Vingadores em sua luta com os homens de lava, e foi de alguma forma gravemente ferido durante a batalha. [8] Gilgamesh foi trazido para a casa dos Eternos em Olympia , que havia caído temporariamente na Zona Negativa, para se recuperar de seus ferimentos. Lá, ele lutou contra Blastaar, que desintegrou temporariamente os outros Eternos. Gilgamesh deixou os Vingadores naquele momento, pois sua essência estava ligada ao Olimpo. [9] Mais tarde ele se recuperou de seus ferimentos e derrotou B'Gon, o feiticeiro, conquistando assim uma reputação de herói na Terra moderna. [10] Gilgamesh foi visto mais tarde entre os super-humanos selecionados por ela como companheiros em potencial.

### Eternos de Uranos
- Uranos

É um eterno brutal que trouxe guerra a Titanos, até que ele foi derrotado por Oceanus e Kronos, seu irmão. Urano foi exilado para o espaço com 24 de seus seguidores, que finalmente chegaram a Urano, estabelecendo um posto avançado lá. Em seguida, eles se mudaram para Titã, depois que sua nave foi danificada pelos Kree. Uranos morreu em Titã quando seu próprio povo entrou em guerra enquanto incitado pelo Dragão da Lua, mas sua crueldade sobrevive através de seu sobrinho Thanos através de suas tentativas de matar todos.
- Shastra
- Thyrio
- Astron

Um dos seguidores de Urano, e líder dos Eternos de Urano. Foi morto quando Deathurge destruiu a cúpula que os protegia

### Eternos de Titã
- Thanos

Filho de Mentor e Sui-San, irmão de Eros. É um Eterno Mutante com pele roxa e queixo enrugado, além de mais poder do que um típico Eterno de Titã, incluindo explosões de energia, habilidades psiônicas e teletransporte. Criou a criança Gamora e a treinou para se tornar a assassina final.
- Starfox (Eros)[8]

Eterno Titaniano, filho de Mentor e Sui-San e irmão mais novo de Thanos. Tornou-se conhecido na Terra como um herói. Ex-membro dos Vingadores, sob o pseudônimo "Starfox". Tem o poder de controlar as emoções dos outros.	
- Sui-San

Descendente dos seguidores de Uranos em Titã. Ela foi a única sobrevivente da guerra na superfície de Titã. Ela foi encontrada por A'lars que, com ela, fundou os novos Eternos de Titã. Os filhos de Sui-San incluíam Eros e Thanos. Ela foi morta por Thanos durante seu ataque a Titã, quando ele a dissecou com um kit médico, na esperança de descobrir por que ele era diferente de outras crianças.
- Mentor ( A'lars )

Assumiu a posição de chefe dos Eternos de Titã. Filho de Cronos, irmão de Zuras, pai de Eros e Thanos.
- ISAAC

Um sistema de computador complexo e inteligente que preenche quase todo o interior da lua de Saturno, Titã. O ISAAC controla o ambiente artificial da biosfera do Titan e todas as operações mecânicas no Titan.
Demeityr [25]

## Eternos alienígenas
Também existem Eternos baseados em outras espécies exóticas no Universo Marvel:
- Ultimus (Ard-con), um eterno Kree.
- Kly'bn, o último Skrull Eterno sobrevivente, que se elevou a um verdadeiro Deus da raça Skrull, simbolizando suas verdadeiras formas.
- Overmind, a mente colecionada dos Eternos de Eyung.
- Thane, filho de Thanos e mãe desumana. Ele tem a habilidade de matar quem o toca.
- Os antigos Eternos de Gigantus eram os inimigos mortais dos Eternos de Eyung. Todos os Eternos de Gigantus estão agora falecidos. Eles colocaram suas mentes em uma gestalt, da mesma forma que os Eternos de Eyung fizeram com a Supermente. Esta criatura foi acidentalmente morta por The Stranger. Mais tarde, o Estranho afirmou ser o Gigantian Eterno composto durante um encontro com o Overmind.

## Dimensões alternativas
Algumas versões alternativas dos personagens foram reveladas como Eternos:
Hyperion, do Esquadrão Supremo, é o último Eterno da Terra-712. O Hyperion atual da série Avengers de Jonathan Hickman de 2012 também é o último Eterno sobrevivente de sua Terra alternativa.

## Eternos dos cinemas
Estes são os Eternos que apareceram no filme  homônimo de 2021, e seus respectivos poderes:
- Ikaris: Um eterno que é descrito como sendo todo-poderoso.
- Thena: Uma eterna que é uma guerreira feroz.
- Ajak: A líder sábia e espiritual dos eternos.
- Sersi: Uma eterna que ama a humanidade e pode manipular a matéria.
- Kingo: Um eterno que é movido a energia cósmica.
- Phastos: Um Eterno que é um inventor inteligente de energia cósmica.
- Makkari: Uma eterna que possui super velocidade.
- Duende/Sprite: Uma eterna que é eternamente jovem e também pode manipular a matéria.
- Gilgamesh: Um eterno poderoso que treinou algumas de suas habilidades muito além do padrão.
- Druig: Um eterno que se manteve distante por muito tempo e tem o poder da telepatia.

## Em outras mídias

### Universo Cinematográfico Marvel
- Eternos tem um filme solo chamado Eternals que faz parte da Fase Quatro do UCM.

### Motion Comic
- Um DVD de quadrinhos em movimento da Marvel Knights Animation foi lançado em 16 de setembro de 2014.[12]